# Flemingia strobilifera
Flemingia strobilifera là một loài thực vật có hoa trong họ Đậu. Loài này được (L.) W.T.Aiton miêu tả khoa học đầu tiên.

## Hình ảnh

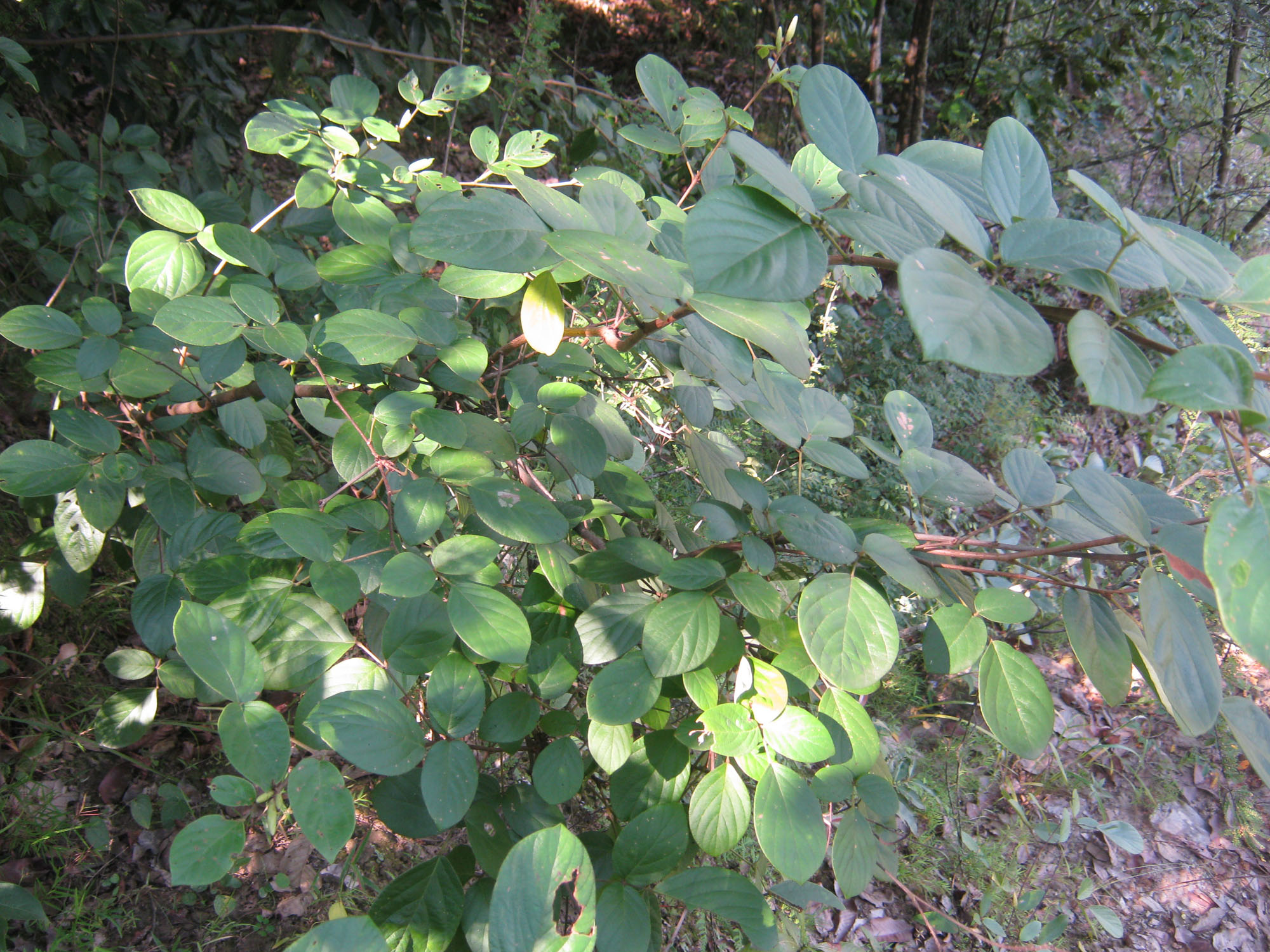
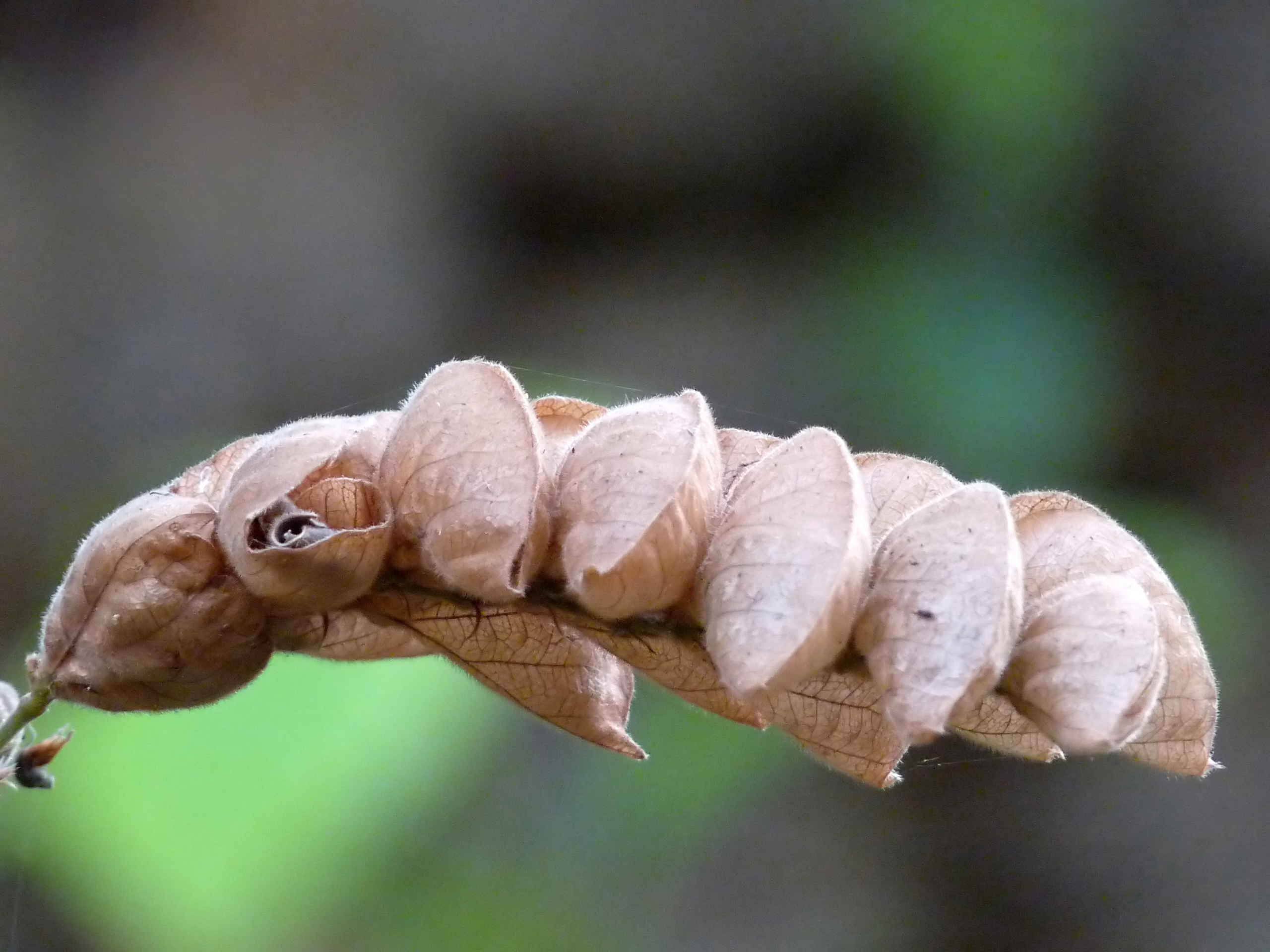
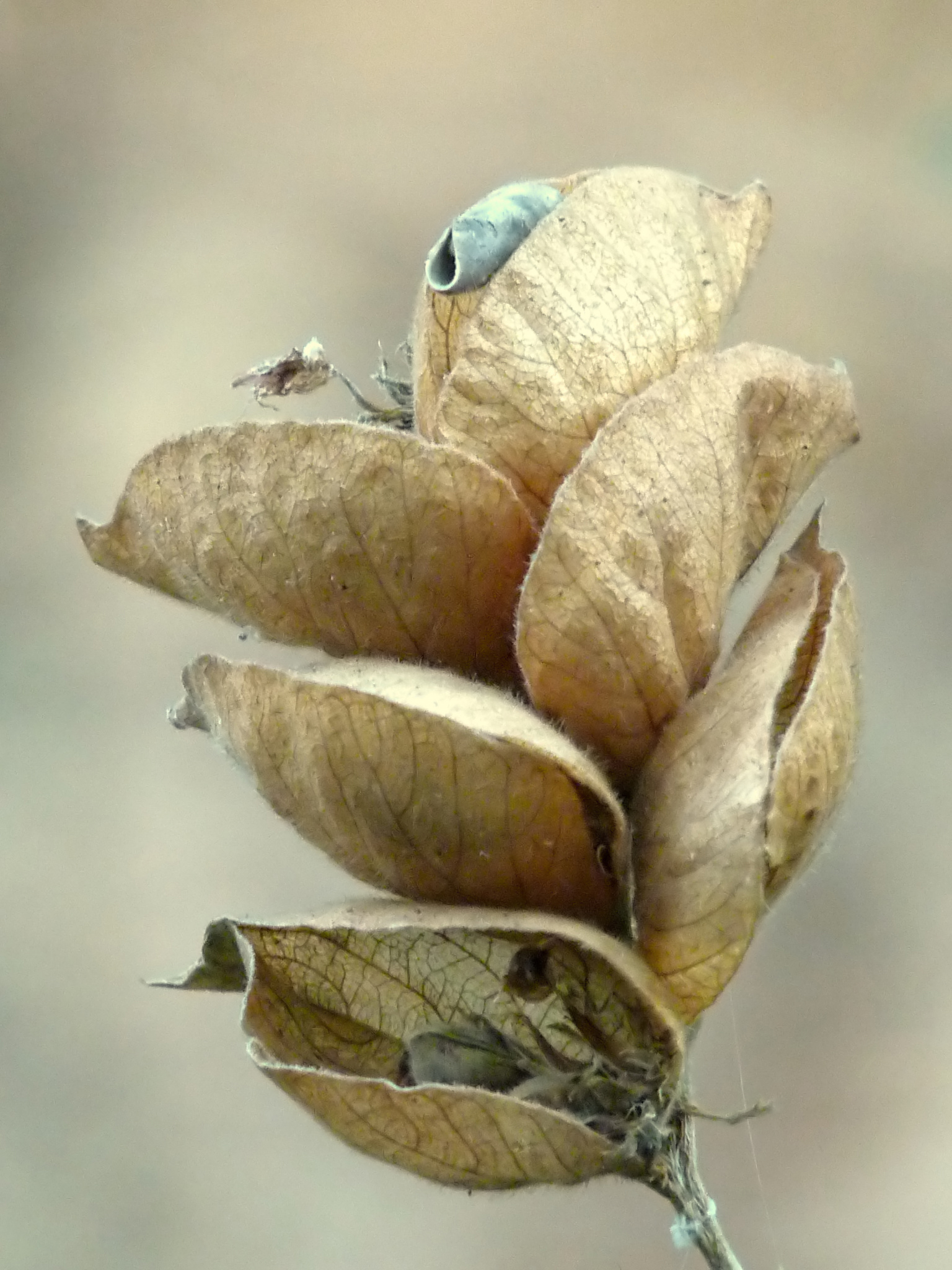
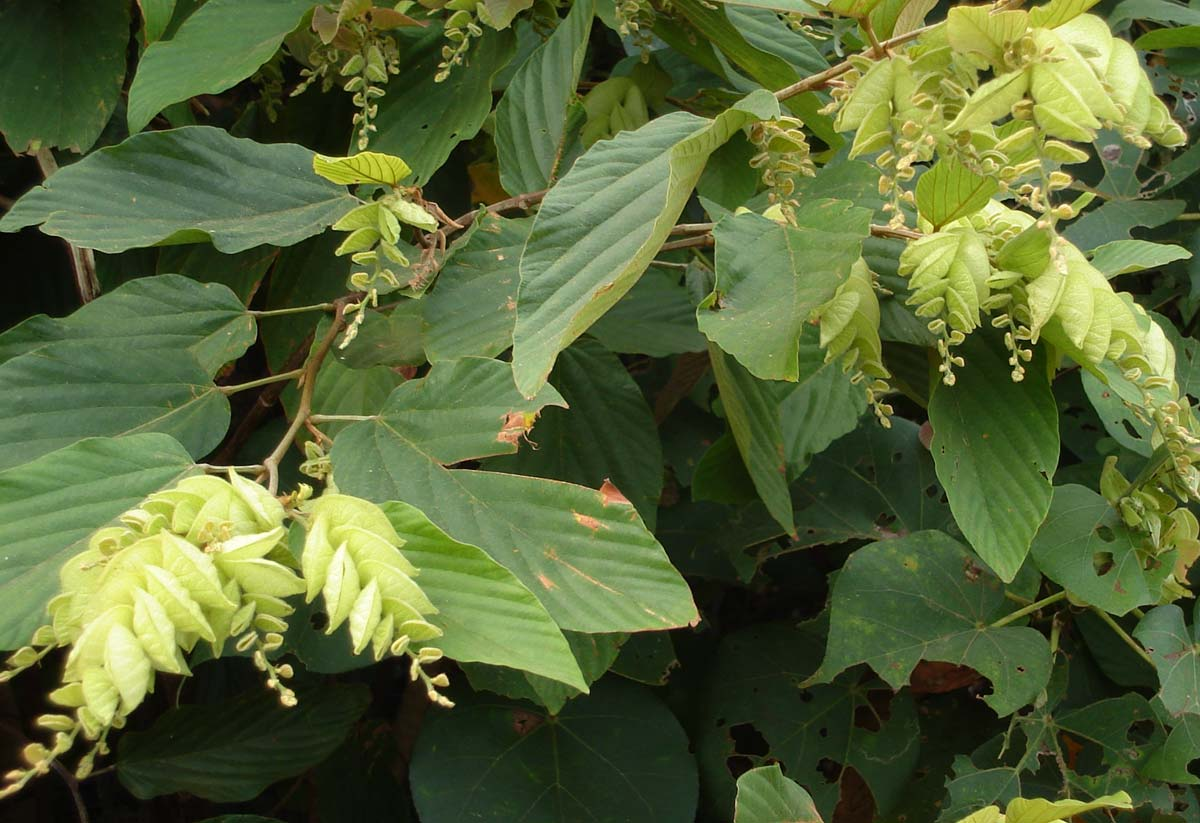